# جرادولی
جرادولی (به ایتالیایی: Gradoli) یک کومونه در ایتالیا است که در استان ویتربو واقع شده‌است.

## خصوصیات
جرادولی ۳۷٫۵ کیلومترمربع مساحت و ۱٬۴۷۹ نفر جمعیت دارد و ۴۷۰ متر بالاتر از سطح دریا واقع شده‌است.